# Howard County (Maryland)
Howard County is een county dat in het midden van de Amerikaanse staat Maryland ligt, tussen de steden Baltimore en Washington D.C..
Howard County is genoemd naar John Eager Howard, een voormalige gouverneur van Maryland en officier die in de Amerikaanse Onafhankelijkheidsoorlog had gevochten. Volgens de Amerikaanse Volkstelling van 2000 is de bevolking ruim 250.000 inwoners. De hoofdstad van Howard County is Ellicott City.
Deze county maakt deel uit de Baltimore-Washington D.C. metropool.

## Geschiedenis
Howard District werd in 1838 opgericht uit een voormalig deel van Anne Arundel County. Het had dezelfde rechten als Anne Arundel County, behalve stemrecht in de Maryland Algemene Vergadering, dat pas in 1851 werd verworven, toen Howard officieel een county werd.